# فايز سليماني
فايز سليماني (مواليد 14 نوفمبر 1993) هو لاعب كرة قدم من جزر القمر يلعب في مركز الجناح في نادي الرياض.

## روابط خارجية
- فايز سليماني على موقع قاعدة بيانات كرة القدم.إي يو (الإنجليزية)
- فايز سليماني على موقع ليكيب (الفرنسية)
- فايز سليماني على موقع ناشيونال فوتبول تيمز (الإنجليزية)
- فايز سليماني على موقع Soccerway.com (الإنجليزية)